# 翠巒区
翠巒区（すいらん-く）は中華人民共和国黒竜江省伊春市にかつて存在した区。

## 行政区画
2街道を管轄：
- 街道弁事処：向陽街道、曙光街道

## 交通

### 道路
- 高速道路
  - 鶴哈高速道路
  - 伊斉高速道路
- 国道
  - G222国道